# Martin Van Den Bossche
Martin Van den Bossche (Hingene, 10 maart 1941) is een voormalig Belgisch wielrenner. Hij was professional tussen 1963 en 1974.

## Carrière
Van den Bossche was vooral een sterk klimmer en ronderijder. In 1970 won hij het bergklassement van de Ronde van Italië, waarin hij tevens als derde in het eindklassement eindigde. Datzelfde jaar werd hij vierde in de Ronde van Frankrijk. Ook in 1970 behaalde hij in beide grote rondes meermaals een tweede plaats in een etappe. In de Ronde van Spanje kwam hij in 1968, bij zijn eerste en laatste deelname, tot een derde plaats als beste resultaat in een etappe.
Van Den Bossche was de vierde Belgische renner die het bergklassement won in de Ronde van Italië, na Jean Brankart (1958), Rik Van Looy (1960), en Eddy Merckx (1968)

## Ruzie met Merckx
In de Tour van 1969 was Van den Bossche meesterknecht van Eddy Merckx. In de zware bergetappe van Louchon naar Mourenx loodste Van den Bossche zijn kopman over de Tourmalet. Van den Bossche hoopte als eerste over de top te komen, maar net dan versnelde Merckx. Dat werd hem kwalijk genomen door Van den Bossche. Later legden beide renners het weer bij.

## Belangrijkste overwinningen
1961
- 6e etappe Ronde van Oostenrijk

1963
- GP Paul Borremans

1964
- Schaal Sels

1965
- Omloop der Zennevallei

1967
- Omloop van het Waasland

1968
- 1e etappe Catalaanse Week
- 3e etappe Parijs-Luxemburg (ploegentijdrit)

1970
- Bergklassement Ronde van Italië

1972
- Ronde van Lazio

## Resultaten in voornaamste wedstrijden
| Jaar | Ronde van Italië | Ronde van Frankrijk | Ronde van Spanje |
| ---- | ---------------- | ------------------- | ---------------- |
| 1963 |                  |                     |                  |
| 1964 |                  |                     |                  |
| 1965 |                  |                     |                  |
| 1966 |                  | 10e                 |                  |
| 1967 |                  | 59e                 |                  |
| 1968 | opgave           |                     | 38e              |
| 1969 | uitgesloten      | 23e                 |                  |
| 1970 | ↑                | 4e                  |                  |
| 1972 | 29e              | 15e                 |                  |
| 1974 |                  |                     |                  |

| Jaar | Milaan-San Remo | Gent-Wevelgem | Ronde van Vlaanderen | Luik-Bast.‑Luik | Ronde van Lombardije | Parijs-Tours |  | WK op de weg |  | Wereldranglijsten |
| ---- | --------------- | ------------- | -------------------- | --------------- | -------------------- | ------------ |  | ------------ |  | ----------------- |
| 1963 |                 |               |                      |                 |                      | 15e          |  |              |  |                   |
| 1964 | 102e            |               | 21e                  | 5e              |                      |              |  |              |  |                   |
| 1965 |                 |               |                      | Brons           |                      |              |  |              |  |                   |
| 1966 |                 |               |                      |                 |                      |              |  | 10e          |  |                   |
| 1967 |                 |               | 13e                  | 16e             |                      | 23e          |  |              |  |                   |
| 1968 |                 |               |                      |                 | 5e                   | 93e          |  | opgave       |  |                   |
| 1969 |                 | 21e           |                      | 21e             | 4e                   |              |  |              |  |                   |
| 1970 |                 |               |                      |                 |                      |              |  |              |  | 9e (SPP)          |
| 1972 |                 |               |                      |                 |                      |              |  |              |  |                   |
| 1974 | 112e            |               |                      |                 |                      |              |  |              |  |                   |

Wielerploegen van Martin Van Den Bossche
Bosmans ·
Covens ·
De Boever ·
De Breucker ·
Decabooter ·
De Muynck ·
De Wilde ·
De Wolf ·
Deferm ·
Demaer ·
Demunster ·
Haelterman ·
Haleydt ·
Ivens ·
Janssens ·
Joosen ·
Lelangue · 
Lykke ·
Proost ·
Scherens ·
Schreel ·
Scrayen ·
Seneca ·
Severeyns ·
Seynaeve ·
Sterckx ·
Stevens ·
Storms ·
Van Aerde ·
Van Coningsloo (vanaf 28/03) ·
Van Damme ·
Van De Kerckhove · 
Van Den Bossche ·
Van Steenbergen ·
Vanderbist ·
Wouters
Adorni  ·
Armani ·
Bailetti ·
Bettinelli ·
Casalini ·
Casati ·
De Pauw ·
De Rosso ·
Delocht ·
Denti ·
Farisato ·
Grazioli ·
Lelangue ·
Mealli ·
Merckx  ·
Portalupi ·
Reybrouck ·
Scandelli ·
Sercu ·
Soave ·
Spruyt ·
Swerts ·
Van Den Bossche ·
Van Schil ·
Zuccotti
Antheunis ·
Bailetti ·
Brands ·
Conti ·
De Rosso ·
Delocht ·
Desaymonet ·
Di Caterina ·
Farisato ·
Merckx ·
Mintjens ·
Opdebeeck ·
Re ·
Reybrouck ·
Scandelli ·
Scheers ·
Sercu ·
Soave ·
Spruyt ·
Stevens ·
Swerts ·
Van De Kerckhove ·
Van Den Bossche ·
Van Schil ·
Van Sweevelt ·
Vandenberghe ·
Vrijders
Anni ·
Basso ·
Bianchin ·
Boifava ·
Castelletti ·
Chiappano ·
Dancelli ·
Gazzetta ·
Mori ·
Pecchielan ·
Santambrogio ·
Schütz ·
Tosello ·
Van Den Bossche ·
Vianelli
Antheunis ·
Barras ·
Basso ·
Bellini ·
Bruyère ·
Castelletti ·
Deschoenmaecker ·
Favaro (vanaf 01/04) ·
Huysmans ·
Merckx  ·
Mintjens ·
Santambrogio ·
Spruyt ·
Stevens ·
Swerts ·
Tosello ·
Tumellero ·
Van Coningsloo ·
Van Den Bossche ·
Van Der Linden ·
Van Lint ·
Van Schil ·
Vanspringel ·
Wagtmans
Barras ·
Bellini ·
Bruyère ·
Deschoenmaecker ·
Huysmans ·
In 't Ven ·
Lievens ·
Merckx  ·
Mintjens ·
Spruyt ·
Swerts ·
Tosello ·
Tumellero ·
Van Coningsloo ·
Van Den Bossche ·
Van Der Linden ·
Van Schil ·
Vanspringel ·
Van Vlierden
Bellini ·
Bruyère ·
Deschoenmaecker ·
Di Lorenzo ·
Huysmans ·
In 't Ven ·
Janssens ·
Lievens ·
Martin ·
Merckx ·
Mintjens ·
Parecchini ·
Rottiers ·
Spileers ·
Spruyt ·
Swerts ·
Van Braeckel ·
Van Den Bossche ·
Van Der Linden ·
Van Schil